# Como el agua (Remix)
Como el agua (Remix) è un singolo dei cantanti spagnoli Ana Mena e Omar Montes, pubblicato il 13 dicembre 2019 dall'etichetta Sony Music España.

## Descrizione
Il brano, scritto da entrambi gli artisti con Bruno Nicolas Fernández, in arte Dabruk, David Augustave, José Cruz Ordonez, José Luis de la Peña Mira, Jesús Gascón Santana, in arte Chus Santana, Manuel de Diego e Maria José Fernández, è prodotto da Dabruk e Chus Santana.

## Video musicale
Il video musicale, diretto da Fabricio Jiménez, è stato pubblicato in concomitanza all'uscita del brano attraverso il canale YouTube di Ana Mena.

## Tracce
Testi e musiche di Ana Mena Rojas, Omar Montes Moreno, Bruno Nicolas Fernández, David Augustave, José Cruz Ordonez, José Luis de la Peña Mira, Jesús Gascón Santana, Manuel de Diego e Maria José Fernández.
1. Como el agua (Remix) – 2:51

## Formazione
Musicisti
- Ana Mena Rojas – voce
- Omar Montes Moreno – voce

Produzione
- Bruno Nicolás Fernández (Dabruk) – produzione
- Jesús Gascón Santana (Chus Santana) – produzione
- Felipe Guevara – missaggio
- Kevin Peterson – masterizzazione
- Zamara Music – produzione esecutiva

## Classifiche
| Classifica (2019) | Posizione massima |
| ----------------- | ----------------- |
| Spagna            | 81                |